# Luis Rosales Camacho
Luis Rosales Camacho (Granada, 31 de maig de 1910 - Madrid, 24 d'octubre de 1992) va ser un poeta i assagista espanyol de la generació del 36. Membre de la Reial Acadèmia Espanyola i de la Hispanic Society of America des de 1962, va obtenir el Premi Cervantes el 1982 pel conjunt de la seva obra literària.

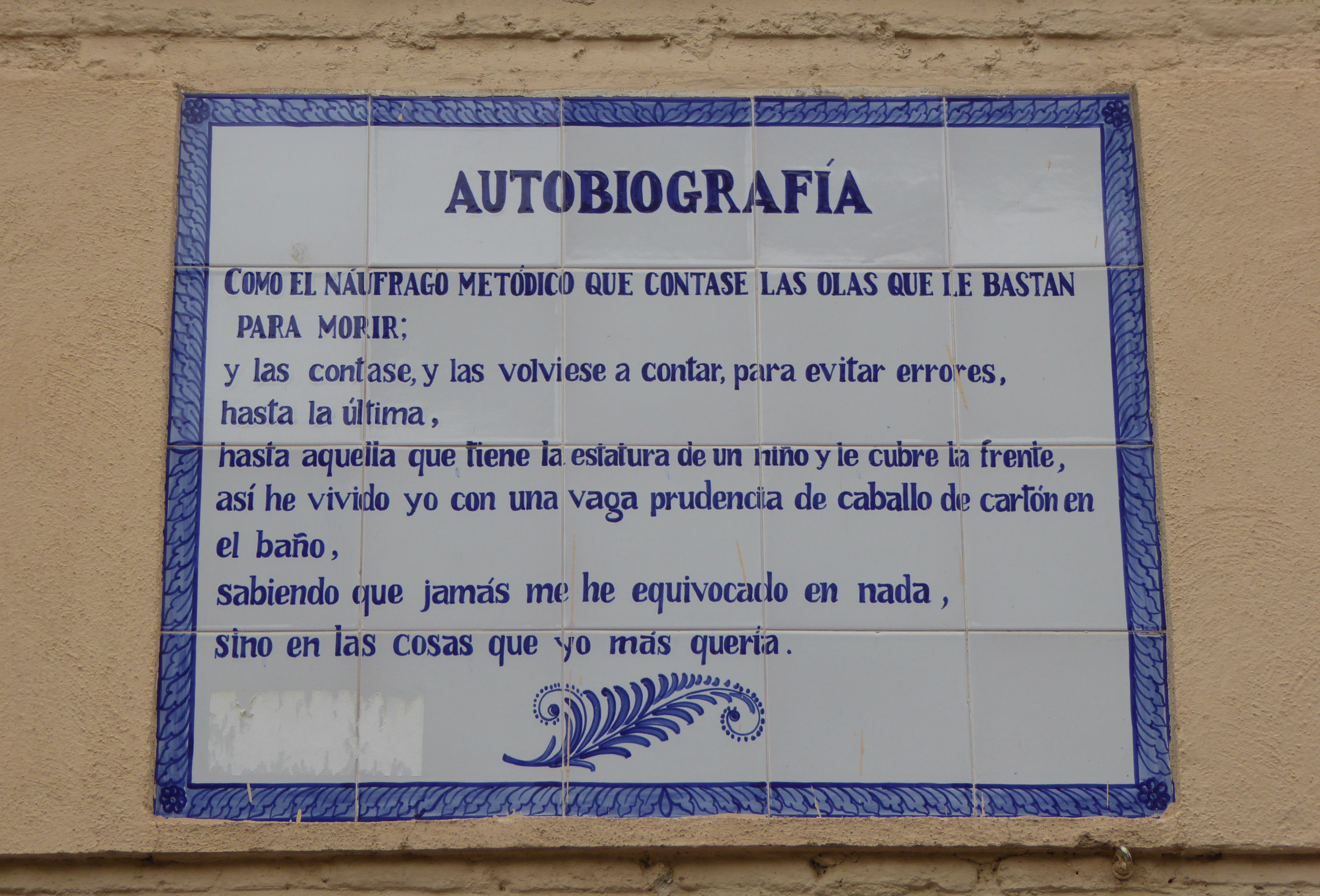
Placa amb un poema de Luis Rosales a Granada

## Biografia
Va néixer en el si d'una família molt conservadora, els seus inicis en la formació literària estan relacionats amb l'entorn d'artistes de la revista Gallo (encara que ell mai arribés a publicar-hi), els components de la qual —Enrique Gómez Arboleya, Manuel López Albornoz, Joaquín Amigo i Federico García Lorca, entre altres—, es convertiran en grans amics seus. El 1930, després d'un parell de publicacions en la revista avantguardista Granada Gráfica, realitza la seva primera lectura poètica al Centre Artístic, Literari i Científic de Granada, que va ser considerat un rotund èxit —va tenir ressò en la premsa granadina, i a partir de llavors les seves intervencions en aquesta institució van ser nombroses—; mesos després, comença els seus estudis de Filosofia i Dret en la Universitat de Granada. Va ser un assidu tertulià del Rinconcillo en el Cafè Alameda de Granada, on hi acudien entre altres de forma habitual, Melchor Fernández Almagro, el pintor Manuel Ángeles Ortiz, els germans Francisco i Federico García Lorca, José Acosta Medina, Antonio Gallego Burín, l'enginyer de camins Juan José Santa Cruz, el periodista i escriptor José Mora Guarnido, Constantino Ruiz Carnero, Francisco Soriano, Miguel Pizarro, José i Manuel Fernández Montesinos, Hermenegildo Lanz, Ismael González de la Serna, i el músic Ángel Barrios.
El 1932 es trasllada a Madrid per continuar els seus estudis de Filologia, obtenint el doctorat. Allí comença la seva amistat amb Pedro Salinas i Jorge Guillén, els quals ho introdueixen en Los Cuatro Vientos, considerada com l'última revista col·lectiva del grup de poetes de la Generació del 27. En el segon nombre d'aquesta revista, a l'abril de 1933, hi col·laboren grans intel·lectuals de l'època com Miguel de Unamuno, Benjamín Jarnés, Manuel Altolaguirre, María Zambrano, Luis Felipe Vivanco, Leopoldo Vivanco, Claudio de la Torre, Vicente Aleixandre, Antonio Marichalar, Jaime Torres Bodet i Rainer María Rilke; i el mateix Rosales publica els seus primers poemes: Égloga del sueño i Oda del ansia.
Continuà la seva activitat literària a Cruz y Raya, revista dirigida per José Bergamín. També publica versos a Vértice i Caballo Verde para la Poesía, revista dirigida per Pablo Neruda on s'hi publicaven poemes d'altres autors com Vicente Aleixandre o Miguel Hernández. A Madrid va conèixer als Panero (Juan i Leopoldo) i a Luis Felipe Vivanco, companys de la que es denominarà després Generació del 36 (o de la Guerra), de la que també en forma part Dionisio Ridruejo, i els eixos comuns de la qual, a més de la seva afinitat i companyonia, van ser el seu catolicisme intimista i el seu conservadorisme social.
L'agost de 1936, recentment iniciada la guerra civil espanyola, Ramón Ruiz Alonso, que era membre de la CEDA, arresta Federico García Lorca. El poeta s'havia refugiat a la casa dels Rosales, creient posar-se a resguard de represàlies, ja que en aquesta família hi havia destacats membres falangistes. Luis Rosales no va poder evitar el seu arrest i posterior execució malgrat l'amistat que tenia amb Lorca i la seva posició dins de la dreta granadina. En aquest mateix fatídic any, també va ser assassinat Joaquín Amigo, catedràtic de filosofia i membre dels intel·lectuals creadors de la revista Gallo i molt proper de tots dos. En aquest cas, Joaquín Amigo va ser assassinat pels republicans, llançant-lo pel Tajo de Ronda, mentre estava destinat en aquesta localitat malaguenya com a catedràtic d'institut. Aquestes dues morts marquen la vida, tant personal com a literària, en l'obra dels quals —tant en Un rostro en cada ola com en el seu inacabat Nueva York después de muerto, i en molts altres escrits, tant poètics com d'assaig— es reflecteixen les influències de tots dos amics.
El 1937 publica al diari Patria de Granada, el poema «La voz de los muertos», probablement un dels més importants escrits durant la guerra civil, elegia a totes les víctimes de tots dos bàndols, en el qual queden fosa qualsevol expressió de triomfalisme o exaltació. A partir d'aquest mateix any Rosers col·labora en la revista falangista Jerarquía.
Va col·laborar també a Escorial i va ser secretari de redacció i director de Cuadernos Hispanoamericanos. A partir de 1978 va dirigir Nueva Estafeta, revista única en la seva època per incorporar entre les seves col·laboracions obres escrites en les diferents llengües d'Espanya (castellà, català, basc o gallec). Ideològicament va anar evolucionant des de les idees autoritàries de la seva joventut cap a posicions democràtiques en la seva maduresa.
A la fi de 1949 i començaments de 1950, va participar de la "missió poètica" amb els poetrs Antonio Zubiaurre, Leopoldo Panero i l'ambaixador Agustín de Foxá, que va recórrer diferents països iberoamericans (entre altres Hondures) previ al restabliment de relacions diplomàtiques entre aquests països i el règim de Franco.
El 1962 va ingressar en la Hispanic Society of America i en la Reial Acadèmia Espanyola, encara que no va llegir el seu discurs d'ingrés, Pasión y muerte del Conde de Villamediana, fins a 1964. Va ser conseller de Joan de Borbó i va apostar activament, encoratjant esquerres i dretes per unir-se i donar suport a la restauració de la monarquia a Espanya (primer amb aquest i posteriorment amb Joan Carles de Borbó). El 1970 va ser nomenat assessor del director de l'Institut de Cultura Hispànica i el 1973, director del Departament d'Activitats Culturals d'aquest Institut. El 1982 va rebre el Premi Cervantes, el guardó literari més important en llengua castellana.
Entre 1986 i 1992 va col·laborar de manera periòdica amb el diari ABC, ben escrivint en una columna o publicant en el suplement setmanal Blanco y Negro, principalment sobre música, pintura i literatura. Entre les seves aportacions van figurar «La originalidad de la segunda parte del Quijote», «Un modelo de teatro», «Historia de un soneto» (escrit en diferents parts), «El libro de los gorriones», «Rafael Alberti o la libertad poética», «La temporalidad de Antonio Machado», «La hora del cubismo», «La contemplación creadora» (sobre Picasso) i «La herida del cante jondo»,, entre molts altres.
El 28 d'octubre de 1988, al Saló dels Miralls de l'Ajuntament de Màlaga, va pronunciar la conferència Y de pronto, Picasso. Va morir d'un aturada respiratòria després de sofrir un embolisme cerebral el 24 d'octubre de 1992, en la clínica Puerta de Hierro de Madrid.

## Obra
Abril (1935), publicat immediatament abans de l'esclat de la Guerra Civil espanyola, enllaça amb l'estil de la poesia de la generació anterior per la seva cerca estètica i per la importància de les imatges, encara que sense pretensions avantguardistes. Igual que alguns poetes del 27, hi ha en aquesta obra de joventut un gust per les estrofes clàssiques i, en general, per la poesia del Segle d'Or, en concret Garcilaso de la Vega i Herrera. No obstant això, la seva principal innovació és la combinació de la temàtica amorosa-religiosa.
La seva obra següent, La mejor reina de España. Figuración en prosa y verso (1939), escrita en col·laboració amb L.F. Vivanco, és un assaig amb temàtica molt pròpia de l'època, imbuïda per la ideologia falangista i rememorant glòries passades. El 1941 apareix El contenido del corazón, de to clàssic i amorós.
El 1949 publica la primera versió de La casa encendida, considerada per la crítica la seva millor obra. El llibre el va ser refent i ampliant fins a produir una nova versió, publicada el 1967. Una cosa semblant va succeir amb la seva primera obra, Abril, que va ser corregida i augmentada amb nous poemes i publicada de nou el 1972 amb el títol Segundo Abril, gairebé 40 anys després de la seva primera edició. La casa encendida és un poema-libre –escrit en vers lliure sense estrofes– on entremescla lirisme i narració, existencialisme i imaginació, racionalitat i irracionalitat, donant inici a una nova poètica personal que incorpora recursos de César Vallejo i d'Antonio Machado.
Entre 1937 i 1951 va treballar en el llibre Rimas (1951), on explora amb el poema curt, demostrant la seva gran versatilitat i domini tècnic. Entre els seus assajos destaquen Cervantes y la libertad (1960) i Pasión y muerte del Conde de Villamediana (1962). Les seves últimes obres, més autobiogràfiques i desenganyades, mantenen la unió del líric i el narratiu, amb troballes surrealistes ja presents a La casa encendida.
El 1966 publica El sentimiento del desengaño en la poesía barroca, i tres anys després El contenido del corazón pel qual el 1970 obté el Premi de la Crítica. El 1972 publica Teoría de la libertad i Lírica española, l'assaig de la qual Garcilaso, Camoens y la lírica española del Siglo de Oro obté el Premi Miguel de Unamuno. El 1973 es va publicar el Gran Diccionari Enciclopèdic Il·lustrat del Reader's Digest en vuit volums, on va dirigir el grup de col·laboradors espanyols i que va tenir una segona edició posterior en dotze volums.
L'Editorial Trotta ha publicat la seva Obra completa en sis toms, i Félix Grande, que va ser deixeble i amic de Rosales, va preparar l'antologia Porque la muerte no interrumpe nada, amb selecció i pròleg seu, que va aparèixer a la Biblioteca Sibil·la en 2010. Gran va escriure també l'assaig La calumnia. De cómo a Luis Rosales, por defender a Federico García Lorca, lo persiguieron hasta la muerte (Mondadori, 1987).

## Estil poètic
L'obra de Luis Rosales, que abasta tot el període històric de la postguerra, va ser evolucionant des d'un classicisme a un estil propi proper a l'avantguardisme surrealista. Se solen distingir dues etapes en la seva obra, una més preocupada per qüestions estètiques, propera al classicisme garcilasista, i una altra posterior d'experimentació avantguardista. Ambdues es fonen a La casa encendida, on l'estètica ja no suposen una preocupació, sinó l'exercici de tècniques que ja domina.
A grans trets, l'estil literari de Rosers es caracteritza per:
- El domini de la tècnica poètica.
- La construcció del poema amb pressupòsits de senzillesa espiritual i sentimental.
- El domini i facilitat d'ús del vers rimat o lliure, segons li convingui al to del poema o al tema tractat.
- L'absència d'adjectius, ressaltant la substància de les coses.

Quant al contingut, s'ha parlat de la poesia de Rosales com la «poesia del quotidià». L'amor apareix en tota la seva obra de forma assossegada i tranquil·la, així com la memòria i el record. El període de postguerra es caracteritza, a més, pel sentiment religiós.

## Obra completa
Editorial Trotta ha publicat la seva Obra completa:
1. Poesía ISBN 978-84-8164-113-4
2. Cervantes y la libertad ISBN 978-84-8164-131-8
3. Estudios sobre el Barroco ISBN 978-84-8164-153-0
4. Ensayos de filosofía y literatura ISBN 978-84-8164-206-3
5. La obra poética del conde de Salinas ISBN 978-84-8164-236-0
6. La mirada creadora. Pintura, música y otros temas ISBN 978-84-8164-274-2